# آوای بلوز مرگ
آوای بلوز مرگ (اسپانیایی: La muerte silba un blues‎) یا مأمور ۰۷۷: عملیات جامائیکا (فرانسوی: Agent 077 opération Jamaïque‎) یک فیلم درام سیاسی به کارگردانی خسوس فرانکو است که در سال ۱۹۶۴ ساخته شد.

## گزیدهٔ بازیگران
- کنرادو سن مارتین
- پرلا کریستال
- مانوئل الکساندره
- ماریا سیلوا
- آدریانو دومینگس
- ژرارد تیشی
- فورتونیو بونانووا
- آگوستین گونسالس